# Phellodon fibulatus
Phellodon fibulatus är en svampart som beskrevs av K.A. Harrison 1972. Phellodon fibulatus ingår i släktet lädertaggsvampar och familjen Bankeraceae.   Inga underarter finns listade i Catalogue of Life.